# Carmen Orcástegui
Carmen Orcástegui Gros (Zaragoza, 1945–Zaragoza, 23 de febrero de 1998) fue una historiadora española. Trabajó como profesora de Historia Medieval y destacó por su labor docente e investigadora en torno a la Historia Medieval de Aragón y Navarra.

## Trayectoria
Se licenció en Historia por la facultad de Filosofía y Letras de la Universidad de Zaragoza y, en 1969, entró a formar parte del Departamento de Historia Medieval de la misma facultad en donde desarrolló toda su labor académica y profesional, especialmente tras obtener por oposición el año 1979 una plaza de Profesora Adjunta de Historia Medieval.
Tanto su tesina de  Licenciatura: La iglesia colegial de Santa María de Tudela durante los reinados de Sancho VII el Fuerte y Teobaldo I (1194-1253), como la Tesis de Doctorado dirigida por el historiador José María Lacarra sobre La edición crítica de las crónicas de Garci López de Roncesvalles y del Príncipe de Viana en el año 1975, obtuvieron la máxima calificación de "Sobresaliente Cum Laude".
Sus áreas de investigación preferente fueron principalmente la historia de la historiografía que desarrolló en su libro La Historia en la Edad Media escrito en colaboración con el también profesor de la Universidad de Zaragoza Esteban Sarasa, la Historia Medieval del área navarra y aragonesa con obras como una biografía del rey de Navarra Sancho Garcés III el Mayor o una monografía sobre el periodo medieval de la ciudad de Tudela, y las ediciones críticas sobre crónicas peninsulares ente las que destaca la Crónica de San Juan de la Peña en su versión aragonesa.
Su trayectoria intelectual, abordó también otros siglos del mismo período e incluso la Historia Europea en general, a través del estudio de las crónicas y de los diversos géneros narrativos en general. No obstante, la sociedad, la economía, las instituciones culturales y otros muchos temas fueron objeto de sus publicaciones; todas ellas avaladas por la erudita y rigurosa formación adquirida bajo el magisterio de Lacarra, los cursos de cultura y civilización medieval de los centros de Poitiers (Francia) o Spoleto (Italia) y de civilización inglesa en general (Cambridge).
Fue miembro de la Sociedad Española de Estudios Medievales desde su fundación, así como de la Sociedad de Estudios Históricos de Navarra participando en la organización del Primer Congreso de Historia de Navarra en 1986 y el segundo, cuatro años más tarde. La presencia habitual en congresos de la especialidad tanto en España como en el extranjero le permitieron intercambiar experiencias con medievalistas e historiadores con los que mantuvo un contacto profesional permanente.
Además fue profesora visitante en diferentes universidades en Barcelona o Valladolid, Niza, Nápoles, La Haya o Buenos Aires, entre otras. Su dedicación docente le ganó las simpatías, respeto y admiración de las promociones de estudiantes que asistieron a sus clases regulares en la Facultad de Zaragoza en la que desempeñó toda su labor académica desde 1969 hasta su fallecimiento en 1998.

## Reconocimientos
Se publicó un número de la revista Aragón en la Edad Media nº 14-15 (1999), del Departamento de Historia Medieval, Ciencias y Técnicas Historiográficas y Estudios Árabes e Islámicos de la Universidad de Zaragoza en homenaje a la profesora Carmen Orcástegui Gros, con más de cien colaboraciones de especialistas medievalistas.

## Obra
- 1973 – «La iglesia colegial de Santa María la Mayor de Tudela durante los reinados de Sancho VII el Fuerte Teobaldo (1194-1253)» en Estudios de Edad Media de la Corona de Aragón, Zaragoza, vol. IX (1973), págs. 479-492. ISBN 978-84-0003-872-4 (tesina de licenciatura)
- 1975 – Edición crítica de las Crónicas de Garci López de Roncesvalles y el Principe de Viana. Universidad de Navarra. Pamplona (tesis doctoral).[6]
- 1978 – Crónica de los Reyes de Navarra del Principe de Viana. Ediciones y Libros. Zaragoza.[7]
- 1986 – Crónica de San Juan de la Peña: (versión aragonesa) ed. crit. Institución Fernando el Católico. Zaragoza.[8][9]
- 1991 – La historia en la Edad Media: historiografía e historiadores en Europa occidental (siglos V-XIII). Cátedra. Madrid.[10]
- 1991 – Sancho Garcés III el Mayor (1004-1035): Rey de Navarra. Pamplona. Mintzoa, junto con Esteban Sarasa Sánchez.[11]